# Швейцарський національний музей

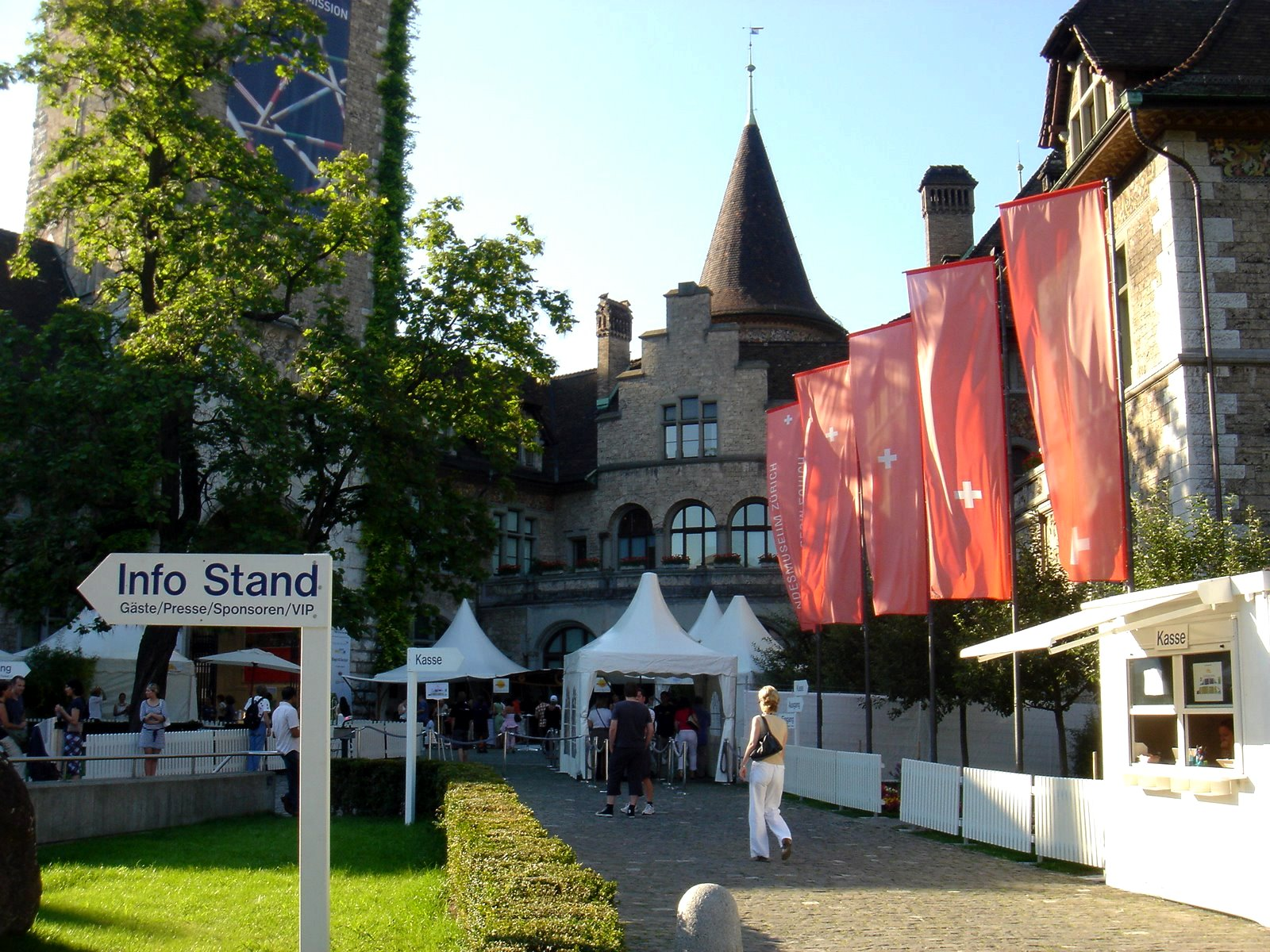
Швейцарський національний музей

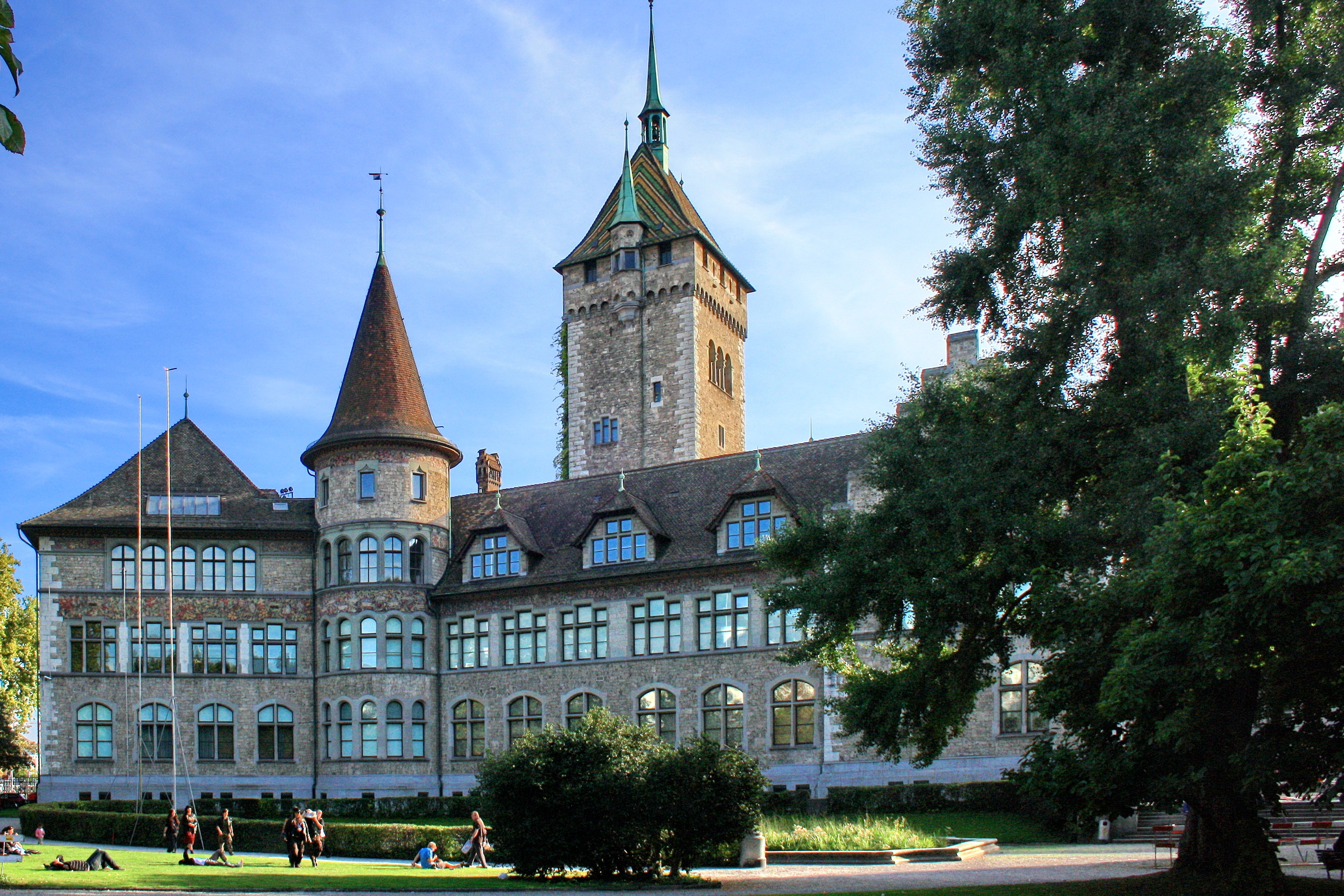
Музей, вид з парку Плацшпіц

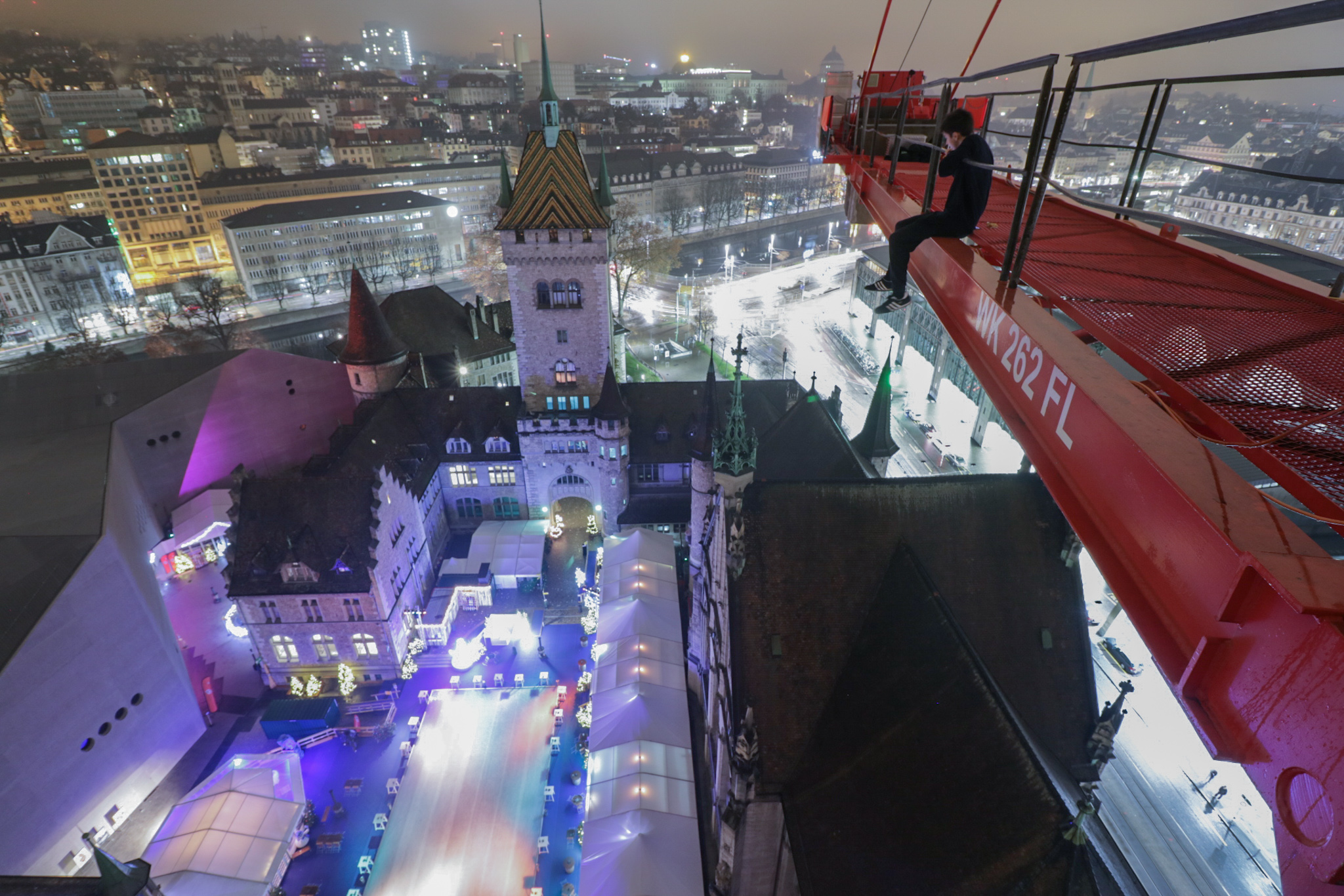
Взимку під час різдвяних свят

Швейцарський національний музей (нім. Landesmuseum) — складник групи швейцарських музеїв, приєднаний до Федерального бюро культури, розташований у місті Цюрих, найбільшому місті Швейцарії.

## Історія
Будівля Швейцарського Національного Музею відображає вплив найрізноманітніших архітектурних стилів на культуру країни. Споруда була зведена в 1898 році в історичному стилі Густавом Галлом у вигляді міських замків французького Відродження. Вражаюча архітектура з десятками веж та з дивовижним парком на півострові між річками Зіль та Ліммат є однією з головних визначних пам'яток Старого міста.
Архітектура досить незвичайна, романтичний внутрішній двір є частиною експозицій і часто використовується в якості фону для виставок і заходів.
У 2009 році проведена робота по значному оновленню колекції.

## Колекція
В музеї на чотирьох поверхах містяться експонати історії, мистецтва, Музей представляє повну історію розвитку швейцарської культури. Акцент робиться на доісторичний період, особливо часів неоліту. Інший фокус зосереджений на середньовічній колекції, яка включає свідчення лицарської культури і дерев'яні релігійні скульптури, живопис і різьблені дерев'яні вівтарі. Знаходяться предмети, які були здобуті археологами, які працюють по всій території країни. Тут є предмети побуту і ремесел, екземпляри одягу і зброї. Найдавніші з експонатів відносяться до IV тисячоліття до н. е. Особливе, ключове місце займає виставка, яка присвячена швейцарському годинниковому виробництву. Окремі експозиції в музеї присвячені історії швейцарської війни.
Представлені матеріали від Середньовіччя до 20 століття, є багата секція готичного мистецтва, лицарства та велика колекція літургійних дерев'яних скульптур, панно та різьблених вівтарів. Музей зберігає колекцію порцеляни та фаянсу Швейцарського національного музею. В галереї виставлені швейцарські меблі, оружейна вежа, діорама битви при Муртені та Кабінет монет, що демонструє швейцарські монети 14, 15, 16 століть і навіть деякі монети з Середньовіччя.

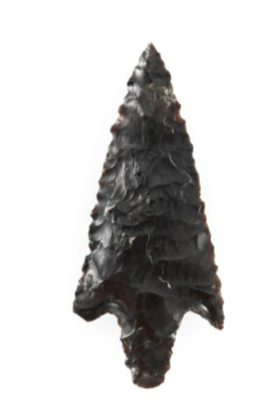
Неолітичний  наконечник стріли.
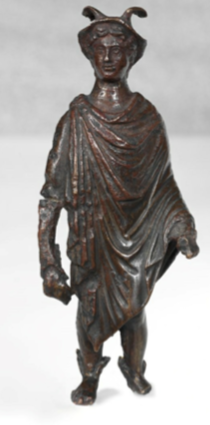
Бронзова статуетка Бога Меркурія, одягненого в тогу, в крилатому капелюсі.
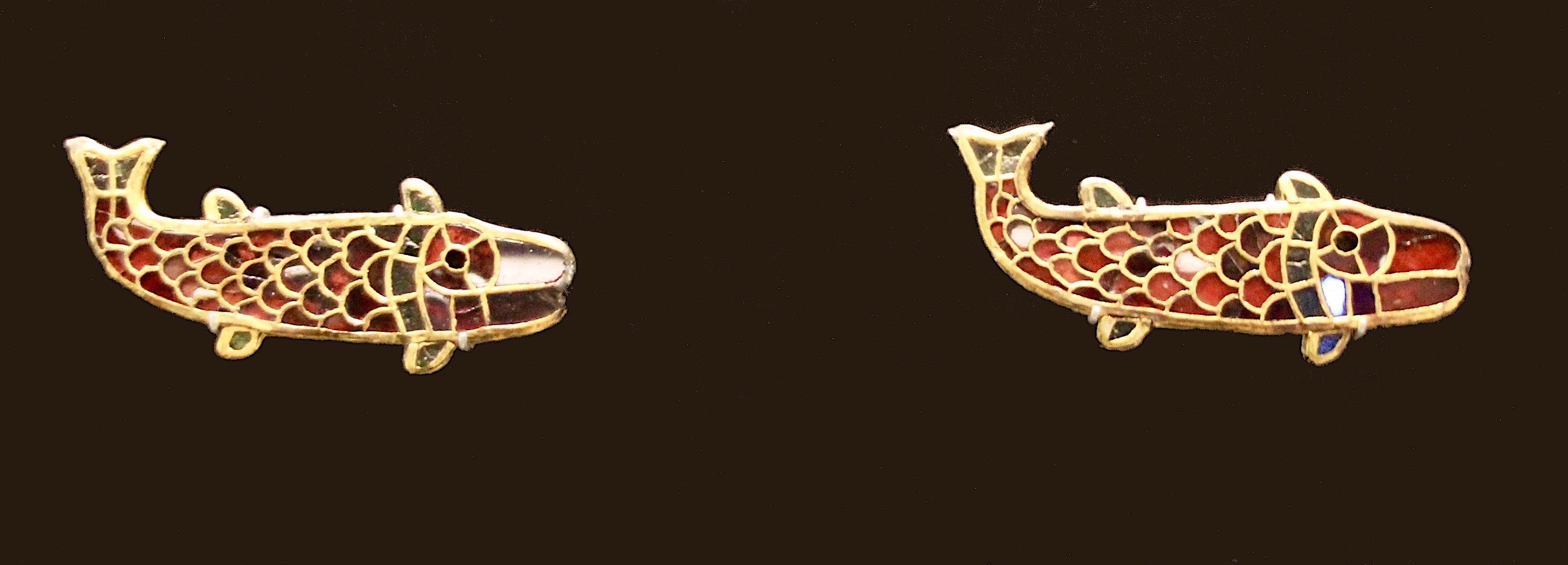
У формі риби в альмандінових пластинах та срібному листі
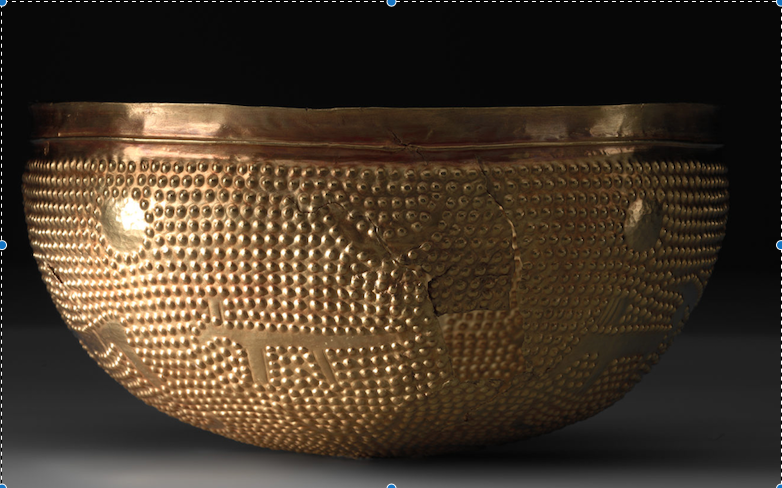
Золоту чашу виявили в Альтштеттені